# Кананін Станіслав Іванович
Кананін Станіслав Іванович (1 січня 1936, Сасово, Московська область — 17 квітня 2007, Сасово, Рязанська область) — радянський футболіст, воротар. У вищій радянській лізі виступав за ЦСКА.

## Біографія
Почав кар'єру в команді «Труд» з Глухово (нині «Знамя» Ногінськ), з якою дійшов до 1/16 Кубка СРСР у розіграші 1959/1960, де команда зустрілася з ЦСК МО (нині ЦСКА). У першому матчі на переповненому глухівському стадіоні «Труд» господарі грали гідно, в основний час голів не було забито, у додатковий час ногинці відкрили рахунок і лише після вилучення у господарів Бровкіну вдалося зрівняти рахунок, матч сенсаційно закінчився 1:1. З таким самим рахунком закінчився перший тайм перегравання, незважаючи на те, що господарі грали вдесятьох (за правилами того часу перегравання вважалося продовженням першого матчу) і лише у другому таймі армійцям вдалося придушити суперника (підсумковий рахунок 1:7). Обидва матчі у господарів відстояв Кананін. Кананіна називали кумиром глуховської публіки, а у програмі до матчу на стадіоні імені Кірова з ленінградськими «Трудовими резервами» його охарактеризували так:
|  | ...ворота успішно захищає молодий технік-будівельник Станіслав Кананін. Його гра відрізняється сміливістю і винахідливістю, яка чудово підкріплюється гарною стрибучістю та швидкістю. Оригінальний текст (рос.) ...ворота успешно защищает молодой техник-строитель Станислав Кананин. Его игра отличается смелостью и находчивостью, которая прекрасно подкрепляется хорошей прыгучестью и быстротой. |

У 1961 році Кананін перейшов до клубу, з яким раніше зустрічався у кубку, тепер клуб уже носив нинішнє ім'я ЦСКА. У сезоні 1961 року новий тренер ЦСКА Бесков вирішив позбутися досвідченого воротаря Разінського, і дав шанс одразу трьом молодим воротарям-новачкам: Іванову, Востроілову та Кананіну. Але вони не виправдали довіру тренера.
|  | Якось Кананіна запросив на перегляд сам Костянтин Іванович Бесков. Стас був у чудовій формі, вставши у ворота, ловив усе, що летіло в його бік, у таких випадках кажуть — упіймав кураж. І все йшло добре до того моменту, як хтось пробив йому під перекладину. Кананін, стоячи впевненим у собі, підстрибнув і кінчиками пальців перевів м'яч над штангою, а потім підвівся з землі і побіг за ворота — за м'ячем. На жаль, відпрацьованого руху цього разу виявилося недостатньо, і перевести удар на кутовий Станіславу не вдалося - м'яч опинився у сітці. Бесков таких речей не прощав, вважав пижонством. Оригінальний текст (рос.) Однажды Кананина пригласил на просмотр сам Константин Иванович Бесков. Стас был в отличной форме, встав в ворота, ловил всё, что летело в его сторону, в таких случаях говорят — поймал кураж. И всё шло отлично до того момента, как кто-то пробил ему под перекладину. Кананин, будучи на сто процентов уверенным в себе, подпрыгнул и кончиками пальцев перевёл мяч над штангой, а затем поднялся с земли и побежал за ворота — за мячом. Увы, отработтаного движения на сей раз оказалось недостаточно, и перевести удар на угловой Станиславу не удалось — мяч оказался в сетке. Бесков таких вещей не прощал, считал пижонством. |

І хоча Кананін перші 4 матчі за армійців провів вдало, пропустивши в них лише один м'яч, але в останньому матчі сезону з «Торпедо» припустився кількох помилок і пропустив 4 м'ячі. У сезоні 1962 Кананін виходив на поле 7 разів і в результаті поступився конкуренцією Йонасу Баужі, який того року встановив рекорд клубу (18 сухих матчів у чемпіонаті). Останній матч у вищій лізі Кананін провів з «Торпедо» і знову невдало: вже на 5-й хвилині не зреагував на удар з центру поля від Гусарова, і, не оговтавшись від цього гола, у наступні 20 хвилин пропустив ще від Денисова та Посуело. Після цього засмучений Кананін був замінений на Баужу і більше за ЦСКА не виступав.
Сезони 1963 та 1964 провів у запорізькому «Металургу». У 1965 повернувся в команду з Ногінська, що тепер називається «Знамя», де до 1967 грав під керівництвом колишнього армійця Володимира Ніканорова і вручав призи юним переможцям міських футбольних турнірів.